# IOGT
IOGT var den svenska grenen av ordenssällskapet IOGT International från 1879 och fram till 1970, då IOGT tillsammans med NTO bildade IOGT-NTO. IOGT (Independent Order of Good Templars) var en nykterhetsorden som bildades i USA år 1851. Organisationen spred sig sedan till Sverige år 1879. Andra nykterhetsrörelser tillät alkohol i en viss mängd medan IOGT krävde total nykterhet och förkastade varje befattning med alkohol. Rörelsen var den största bland alla nykterhetsrörelser i Sverige. År 1910 var IOGT som störst med 160 000 medlemmar.

## Historia

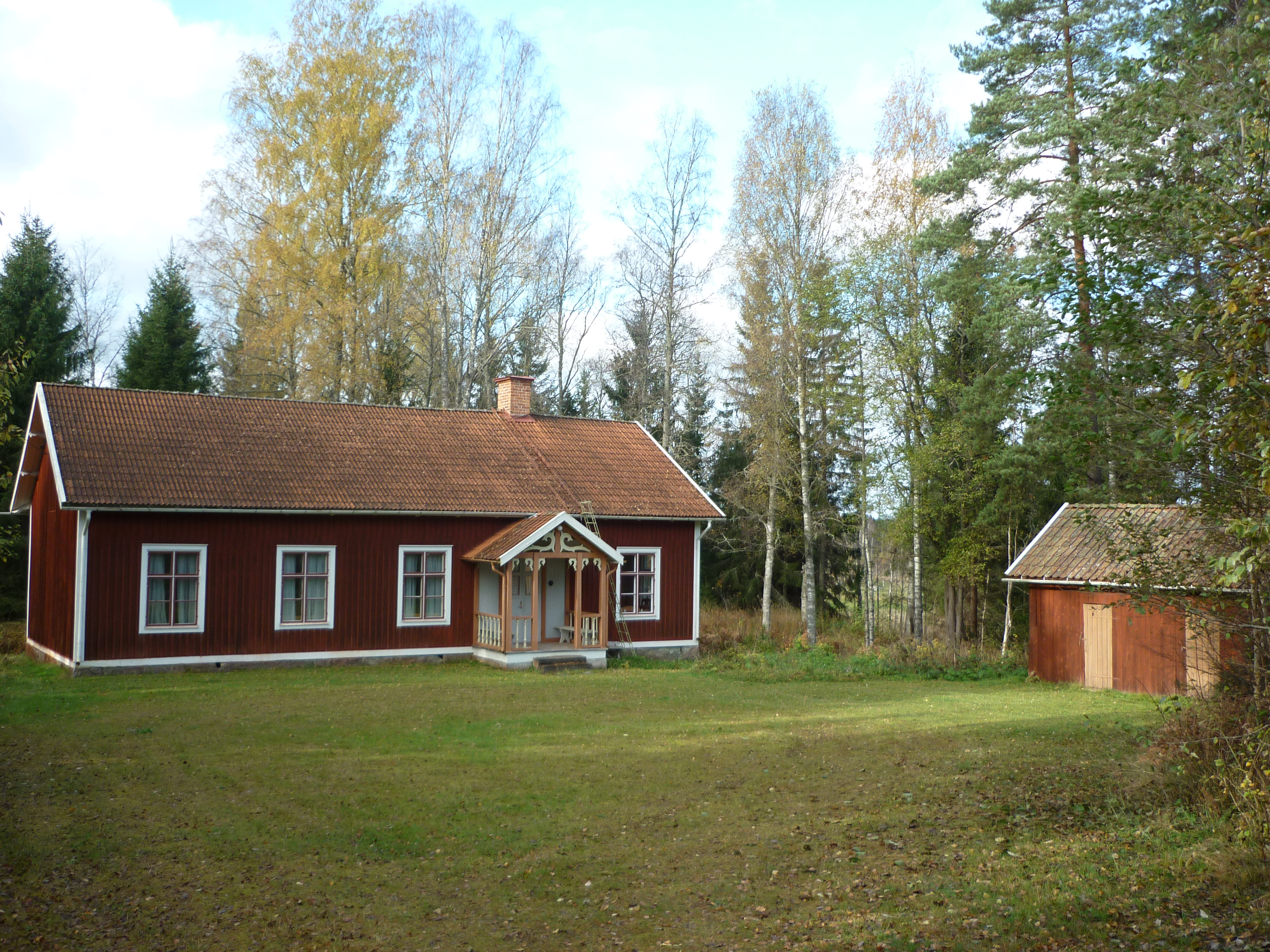
IOGT-lokalen tillhörande loge nr 895 ”Malma Spira” vid Gisslarbo i Västmanland, byggd år 1898.

### De första svenska logerna
Den första svenska logen, Logen nr 1 Klippan, bildades av baptistpredikanten Olof Bergström den 5 november 1879, hemma hos poliskonstapel Hagman vid Fyrmästaregatan i Masthugget i Göteborg. Ett 40-tal personer medverkade vid mötet. Inom loppet av fem månader hade Bergström grundat ytterligare 16 loger. Ett år senare hade den svenska delen av IOGT omkring 2 000 medlemmar och den 31 mars 1880 samlades man i Arboga för att bilda den första svenska storlogen, med Olof Bergström som ordenstemplare.
Nykterhetslöftet omfattade ingående bestämmelser ”Ingen medlem må tillverka, köpa, sälja, begagna, bjuda, förskaffa eller låta förskaffa åt andra, sprithaltiga eller jästa drycker, att betrakta som läskedryck, och hvarje medlem är skyldig att på hvarje lofligt sätt motarbeta tillverkning, försäljning och bruk af sådana drycker.”

### Rörelsens prägel i Sverige
Till en början var rörelsen religiöst präglad och man var tvungen att garantera sin tro på Gud för att bli medlem. De första åren växte rörelsen och etablerade sig i det svenska samhället, år 1885 fanns det 65 000 medlemmar i organisationen. IOGT skulle vara politiskt neutral, man märkte dock att rörelsen var präglad av konservativa och liberala medlemmar samt att det fanns en antisocialistisk agenda, vilket ledde till konflikter med den framväxande socialistiska arbetarrörelsen.

### Kamp mellan två grenar
Rörelsen i Sverige kom att påverkas av internationella spänningar och den första tiden kännetecknades av en kamp mellan två grenar, den engelska malinska och den amerikanska hickmanska. Åsiktsskillnaderna gällde främst två frågor, hur pass stor roll kristendomen skulle spela inom organisationen samt afroamerikaners rätt till medlemskap i IOGT. Striden fick återverkningar i Sverige där organisationen splittrades och där ordenstemplaren Edvard Wavrinsky tillhörde maliniternas syn, att religionens roll skulle tonas ned samt även att afroamerikaner var välkomna i IOGT. De som höll sig till John J Hickmans IOGT kallades hickmaniter medan de som anslöt sig till Joseph Malins konkurrerande världsstorloge kallades maliniter. 1887 enades Godtemplarrörelsen både internationellt och nationellt, men i Sverige fanns spänningar kvar. Wavrinsky ansåg att rörelsen skulle vara religiöst neutral och han argumenterade i tidningsartiklar för religiös neutralitet. Hans åsikter missförstods dock och motståndarna utsatte honom för kritik.
Samma år lämnade en del medlemmar med bakgrund i den hickmanska storlogen då de religiösa skillnaderna mellan grenarna återstod. Under IOGT:s årsmöte i Malmö ansökte man hos den internationella logen om att få bilda en egen, parallell svensk storloge inom IOGT. Världsledaren William Turnbull utfärdade först ett sådant tillståndsbevis för ”Sveriges yngre storloge” men detta drogs tillbaka efter sex veckor då protester kom från majoriteten inom svenska IOGT.
Medlemmarna inom den ”yngre storlogen” som var mer religiöst orienterad, bildade då istället sin egen organisation, Sveriges nationalloge av Nationalgodtemplarorden (NGTO), under ledning av Axel Johansson. Ungefär 15 000 medlemmar och 200 loger valde att lämna IOGT och ansluta sig till den nya NGTO. År 1922 gick NGTO samman med Templarorden (TO) och organisationen tog då namnet Nationaltemplarorden (NTO). 

### Framgångsåren och folkomröstningen
IOGT:s period mellan 1900 och 1925 handlar till störst del om verksamheten inom nykterhetspolitiken för att få ett alkoholfritt Sverige. År 1906 fick organisationen sitt första ungdomsförbund IOGT, SGU (Sveriges Godtemplares Ungdomsförbund). Medlemsantalet gick framåt under denna period och en bidragande faktor är den barn- och ungdomsverksamhet man bedrev. Denna verksamhet börjades år 1880 men förändrades en hel del under 1900-talet. Barn- och ungdomsverksamheten hade bedrivits tidigare i syfte att fostra barnen på samma sätt som i skolverksamheten. SGU var avskilt ifrån IOGT men det användes ändå som en grogrund för IOGT i syfte att få fram nya ledare. Den religiösa frågan diskuterades fortfarande inom organisationen efter att ha varit nedtonat i flera år och år 1908 skulle organisationen bli helt religiöst neutral.
IOGT:s medlemsantal hade börjat sjunka från perioden 1910 till 1920. Mellan åren 1921 till 1923 ökade medlemsantalet för att sedan åter minska. Anledningen till att medlemsantalet ökade mellan åren 1921 och 1923 är att man kämpade för att vinna förbudsomröstningen. År 1918 tog IOGT ställning för kvinnlig rösträtt, syftet var att med kvinnors rösträtt skulle man få majoritet i frågan om ett alkoholförbud. Via riksdagens nykterhetsgrupp i lämnades det en motion år 1922 då man ville folkomrösta för att införa ett totalförbud för alkohol i Sverige. Vid folkomröstningen 27 augusti 1922 röstade en majoritet, 50,8% av svenska befolkningen emot ett rusdrycksförbud. Detta innebar ett negativt resultat för IOGT. Man var nu tvungen att hitta nya mål för att utöka sitt medlemsantal. Man hade svårt efter denna omröstning att locka nya medlemmar och rörelsen hamnade till viss del i kris.

### Ny organisation bildas
1970 gick IOGT samman med NTO och bildade den nya organisationen IOGT-NTO, vilket inte är någon orden. IOGT-NTO är idag ett av fyra förbund i IOGT-NTO-rörelsen och är medlem i IOGT International. Samtidigt med att IOGT och NTO gick samman, slog sig Sveriges Godtemplares Ungdomsförbund (IOGT:s ungdomsförbund) och Heimdal (NTO:s ungdomsförbund) samman och bildade Ungdomens Nykterhetsförbund (UNF). På samma sätt gick IOGT:s och NTO:s scoutförbund ihop och bildade Nykterhetsrörelsens Scoutförbund (NSF).
Samtidigt bildades en gemensam organisation för barnaktiviteter inom rörelsen, IOGT-NTOs Juniorförbund (Junis).

## Medlemsantal
I den här tabellen presenteras IOGT:s medlemsantal under en 40-årsperiod samt senaste publicerade medlemsantalet.
| År   | Medlemsantal |
| ---- | ------------ |
| 1880 | 2000         |
| 1890 | 40 000       |
| 1900 | 95 000       |
| 1910 | 160 000      |
| 1920 | 128 000      |
| 2019 | 25 972       |

## Ordenstemplare för svenska IOGT
- Olof Bergström 1880

Malinska grenen (1880–1887):
- Johan August Muhr aug–dec 1880
- Olof Bergström dec 1880–maj 1881
- Carl Eklund maj 1881–aug 1882
- Anders Henrik Berg 1882–1886
- Edvard Wavrinsky 1886–1887

Hickmanska grenen (1880–1887):
- Carl Hurtig 1880–1882
- Per Johan Bäckman juni 1882–feb 1883
- Carl Hurtig 1883–1885
- Johan Axel Johansson 1885–1887

Återförenade IOGT:
- Edvard Wavrinsky 1887–1889
- Wilhelm Styrlander 1889–1906
- Oskar Eklund 1906–1909
- Svante Herman Kvarnzelius 1909–1914
- Ernst Strandman 1914–1939
- Ruben Wagnsson 1939–1948
- Ragnar Lund 1948–1955
- Gunnar Engkvist 1955–1965
- Olof Burman 1965–1970